# قرص عسل

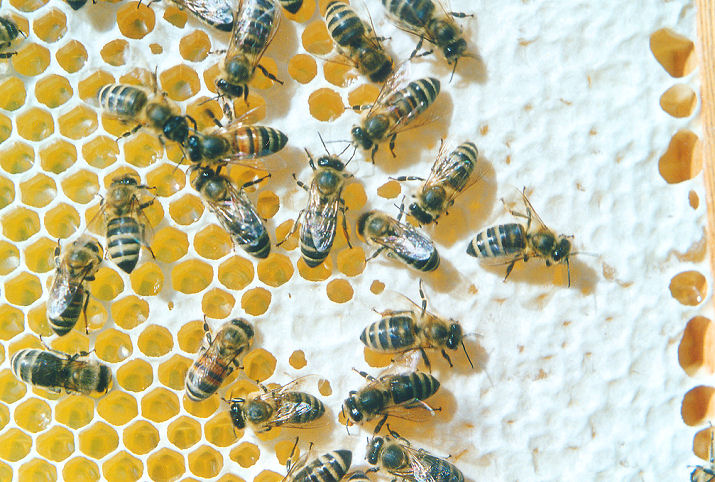
قرص عسل به بعض الخلايا الممتلئة.

قرص العسل مادة مصنوعة من شمع العسل يتولى بناءها نحل العسل الذي يستوطن القفائر لحفظ اليرقات وحبوب اللقاح والعسل. وهو مجموعة خلايا مجوفة على هيئة كراس سداسي المقطع طرفه الأول على هيئة سداسية وطرفه الآخر على هيئة معين رباعي. قرص العسل مصنوع من شمع العسل حيث يستهلك النحل ما يقارب 4 كيلوغرامات من العسل لإفراز نصف كيلوغرام من شمع العسل. يتركب القفير الواحد من مجموعة السداسيات هي أقراص العسل. يُستغل قرص العسل في تخزين العسل وقد يُستغل في صناعة الصابون والشمع.